# Câmpuri
Câmpuri est une commune de Moldavie roumaine, dans le Județ de Vrancea.

## Démographie
Lors du recensement de 2011, 96,63 % des 3 475 habitants se déclarent roumains (3,13 % déclarent une autre appartenance ethnique et 0,23 % déclarent appartenir à une autre ethnie).

## Administration
| Parti | Parti                                      | Sièges |
| ----- | ------------------------------------------ | ------ |
|       | Parti social-démocrate (PSD)               | 9      |
|       | Alliance des libéraux et démocrates (ALDE) | 3      |
|       | Parti national libéral (PNL)               | 1      |